# Визнер (Небраска)
Визнер (енгл. Wisner) град је у америчкој савезној држави Небраска.

## Демографија
По попису из 2010. године број становника је 1.170, што је 100 (-7,9%) становника мање него 2000. године.
| Група             | 2000.         | 2010.         |
| Белци             | 1.248 (98,3%) | 1.134 (96,9%) |
| Афроамериканци    | 5 (0,4%)      | 1 (0,1%)      |
| Азијати           | 3 (0,2%)      | 2 (0,2%)      |
| Хиспаноамериканци | 7 (0,6%)      | 16 (1,4%)     |
| Укупно            | 1.270         | 1.170         |